# Boyd Bennett
Boyd Bennett (Muscle Shoals, 7 december 1924 – Sarasota, 2 juni 2002) was een Amerikaanse rock-'n-rollzanger, songwriter en drummer.

## Jeugd
Bennett werd geboren in Alabama, maar groeide op in Goodlettsville nabij Nashville. Al op 4-jarige leeftijd zong hij met zijn grootvader gospelmuziek. Op 14-jarige leeftijd won hij met folksongs een talentenjacht in Evansville en richtte hij zijn eerste band op, toen hij de highschool bezocht.

## Carrière
Na het vervullen van zijn militaire dienstplicht in de United States Navy werkte hij in 1946 als diskjockey in Louisville en trad bijkomstig op als drummer en zanger bij verschillende bands. Met zijn western-swing-band The Southlanders, die kort daarna werden hernoemd naar Boyd Bennett & his Rockets, speelde hij op de podia van de regio in Kentucky, Ohio en in het bijzonder regelmatig in de Rustic Ballroom in Jasper. Daarnaast hadden de muzikanten tijdelijk een eigen tv-show als Boyd Bennett & his Space Buddies.
Nadat Bill Haley & His Comets in 1954 met hun rock-'n-roll grote successen vierde, wijzigden ook Bennett & his Rockets hun stijl. In 1955 namen ze de song Seventeen op, die Bennett samen met Carl Gorman en John Young had geschreven. Het werd een grote hit (#5) en plaatste zich in de Amerikaanse hitlijst. Een coverversie van The Fontane Sisters plaatste zich zelfs op de 3e plaats en ook Rusty Draper bereikte met zijn versie de top 20. In het Verenigd Koninkrijk plaatste zich naast Bennetts origineel (#16) ook een coverversie van Frankie Vaughan in de top 20.
Naast Bennett zong ook bandlid Big Moe (James Muzey). Hij was leadzanger op Seventeen, net als de tweede hit in de Verenigde Staten My Boy – Flat Top, ook een gezamenlijk werk van Bennett en Young, dat in andere versies succesvoller werd dan Bennetts origineel. Dorothy Collins bereikte daarmee de top 20. In het Verenigd Koninkrijk kwam de song net als Seventeen in de hitlijst in een vertolking van Frankie Vaughan. De band toerde nu ook samen met Bill Haley & his Comets. Het publiek werd een 'Battle of the Bands' tussen beide combo's voorgespiegeld.
Ondanks het commerciële succes waren de critici niet onder de indruk van Bennetts ritmen. Het nummer Seventeen telt als een bevestiging, dat men met een plaat van geringe muzikale kwaliteit en met een alledaagse tekst het countryrock-publiek zonder twijfel kon behagen. Big Moe stemde de woorden monotoon af, terwijl de band een ongeslepen beat neerzette.
In 1956 fungeerden The Rockets als band van Moon Mullican op diens klassieke rockabilly-single Seven Nights to Rock. Een coverversie van Carl Perkins' Blue Suede Shoes, waarbij Bennett leadzanger was, werd in dit jaar dan al de laatste hit voor Boyd Bennett & his Rockets. Tot 1959 maakten ze verdere opnamen voor King Records, daarna wisselde Bennett kortstondig naar Mercury Records. Na enkele succesloze singles besefte hij dat hij te oud was voor het eigentijdse rock-'n-roll-publiek en besloot om zich terug te trekken uit de muziekbusiness. Slechts Boogie Bear kon zich in 1959 nog plaatsen in de onderste regionen van de hitlijst. Meer dan dertig jaar later werd Bennett voor zijn inbreng aan dit muziekgenre opgenomen in de Rockabilly Hall of Fame.
De tantièmen van zijn songs hadden van Bennett een meervoudige miljonair gemaakt. Hij werd zakenman, leidde de nachtclub Thunderbird in Indianapolis en werd mede-eigenaar van een tv-zender. Ongeveer tien jaar later richtte hij een bedrijf op, dat onderdelen voor verwarmingen en airco's vervaardigde. Tijdens deze periode woonde hij in Dallas. Uitgezonderd nu en dan voorkomende liefdadigheids-optredens met de countryzanger Ray Price had hij het rockabillycircuit achter zich gelaten. Pas in 1980 maakte hij weer muziekopnamen, echter deze keer stelde hij zich weer opnieuw in dienst van de gospelmuziek. Er werden daarvan vier albums uitgebracht. In 1996 had Bennett zijn laatste publieke optreden. Hij zong in Jeruzalem bij het Tuingraf Amazing Grace en in de Geboortekerk in Bethlehem het Onzevader. Met zijn vrouw Ann-Margret leidde hij tijdens zijn laatste levensjaren een bedrijf voor medicijn- en orthopedie-benodigdheden, waarmee beiden in 2002 naar Sarasota verhuisden.

## Ziekte en overlijden
Bennett leed aan longfibrose en aan kanker. Dit waren de late uitwerkingen van zijn dienst in de United States Navy, op wiens schepen de dodelijke asbeststof uit isoleringen werd ingeademd en waaraan hij uiteindelijk in juni 2002 op 77-jarige leeftijd overleed.

## Discografie

### Singles
- 1955: Seventeen
- 1955: My Boy – Flat Top
- 1956: Blue Suede Shoes

- Bibsys: 1602157051014
- Bibliothèque nationale de France: cb14839345p (data)
- Gemeinsame Normdatei: 133339130
- International Standard Name Identifier: 0000 0001 1691 9087
- Library of Congress Control Number: no98022920
- MusicBrainz: 838876ce-cbc5-43f7-88b0-5e20e1a97358
- Nationale bibliotheek van Australië: 63622812
- Nationale Bibliotheek van Israël: 987007349391705171
- Trove: 1768215
- Virtual International Authority File: 67652970
- WorldCat: E39PBJmdqHWddGMVh7g8xBj6Kd